# Casoli (Bagni di Lucca)
Casoli (già Casoli in Val di Lima) è una frazione del comune italiano di Bagni di Lucca, nella provincia di Lucca, in Toscana.

## Geografia fisica
Il borgo di Casoli si trova su un colle, con la parte alta ("Castello") esposta a sud, a 500 m sul livello del mare: l'abitato è sulla sponda sinistra del torrente Lima. Il colle domina 200 m sopra la strada statale 12 dell'Abetone e del Brennero. Verso sud sulla destra è presente il Monte Prato Fiorito (m. 1297) e sulla sinistra la Penna di Lucchio. Da questo lato abbondano i castagneti i quali producono le castagne dolci carpinesi, adatte per ricavarne farina di castagne (pane dei poveri).
La frazione dista circa 12 km dal capoluogo comunale e circa 40 km da Lucca.

## Storia
Il borgo di Casoli è ricordato per la prima volta come villa in un documento del 943, inserito sotto la giurisdizione di Vico Pancellorum. Qui venne realizzato un castello nell'XI secolo. Si contano due statuti della comunità di Casoli: uno redatto nel 1639 e l'altro nel 1782.

## Monumenti e luoghi d'interesse

### Architetture religiose
- Chiesa di San Donato[2][3]

- Chiesa di Sant'Andrea[3]

- Cappella di Colle a Piano[3]

- Oratorio della Madonna di Loreto[2][3][4]

### Architetture militari
- Castello di Casoli[2][3]

### Siti archeologici
- Vestigia celtiche[3]

- Vestigia longobarde[3]